# Джабуа, Зинаида Мелитоновна
Зинаида Мелитоновна Джабуа (1924 год, Гурийский уезд, Кутаисская губерния, Российская империя — дата смерти неизвестна, село Натанеби, Махарадзевский район, Грузинская ССР) — звеньевая колхоза имени Берия Натанебского сельсовета Махарадзевского района, Грузинская ССР. Герой Социалистического Труда (1949).

## Биография
Родилась в 1924 году в крестьянской семье в одном из сельских населённых пунктов Гурийского уезда (сегодня — в Озургетском муниципалитете края Гурия). Окончила местную сельскую школу. В послевоенное время трудилась рядовой колхозницей, звеньевой в колхозе имени Берия Махарадзевского района (в 1953 году колхоз был награждён Орденом Ленина, позднее после объединения — колхоз имени Ленина Махарадзевского района), которым руководил Василий Виссарионович Джабуа.
В 1948 году звено под её руководством собрало 7710 килограмм сортового зелёного чайного листа на участке площадью в два гектара. Указом Президиума Верховного Совета СССР от 29 августа 1949 года удостоена звания Героя Социалистического Труда за «получение высоких урожаев сортового зелёного чайного листа и цитрусовых плодов в 1948 году» с вручением ордена Ленина и золотой медали «Серп и Молот» (№ 4538).
Этим же Указом званием Героя Социалистического Труда были также награждены труженики колхоза имени Берия агроном Григорий Акакиевич Накаидзе, звеньевые Анна Матвеевна Бабилодзе, Анна Васильевна Гелеква, колхозницы Нина Зинобиевна Миминошвили, Ольга Барнабовна Тоидзе, Людмила Иосифовна Хурцидзе.
За выдающиеся трудовые достижения по итогам 1950 года была награждена вторым Орденом Ленина. В последующие годы трудилась звеньевой в 11-й бригаде этого же колхоза.
Предположительно её мужем был Геронтий Виссарионович Джабуа.
Проживала в селе Натанеби Махарадзевского района (сегодня — Озургетский муниципалитет). Дата смерти не установлена.